# Hellmühle (Amriswil)

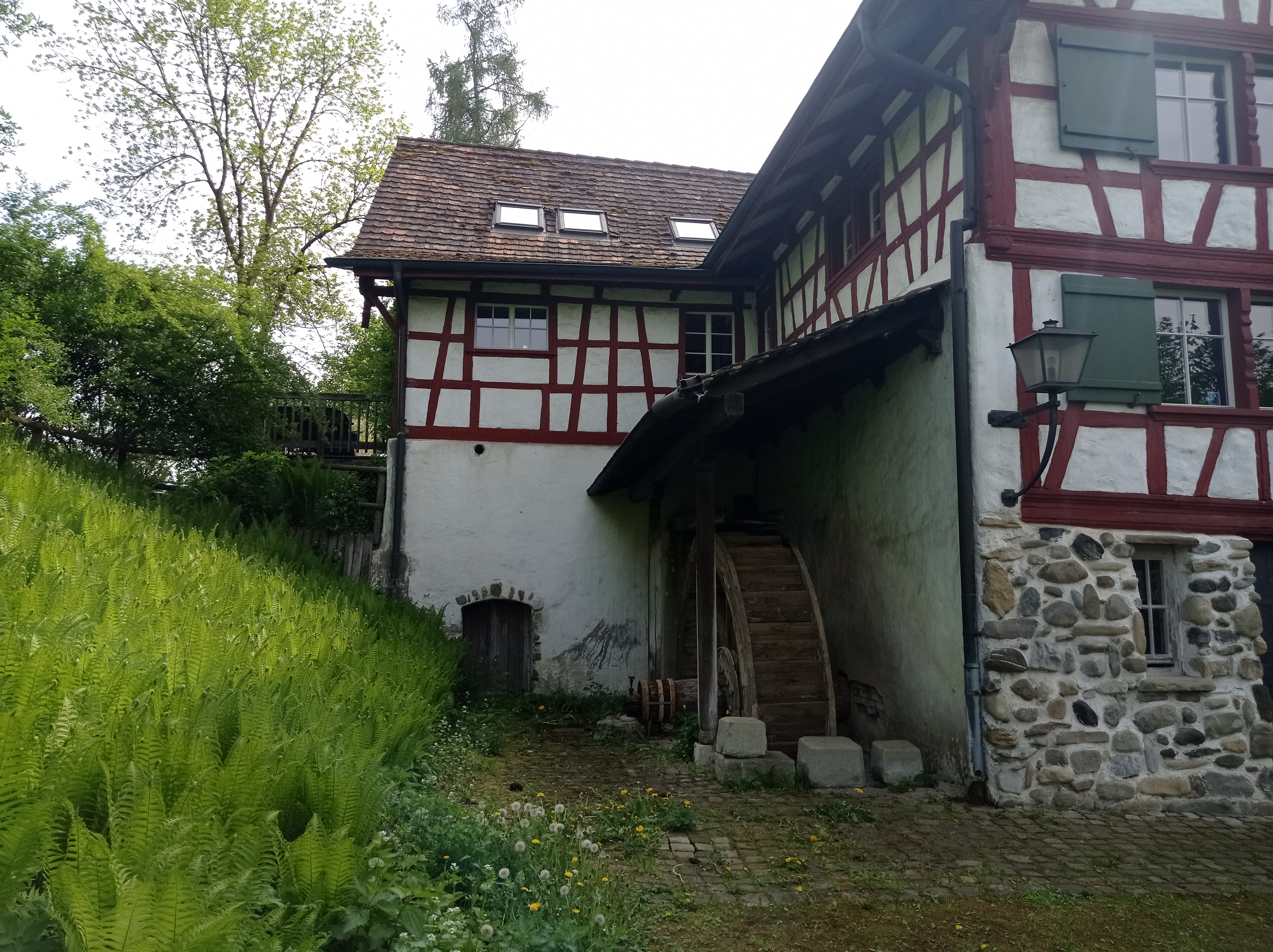
Hellmühle Amriswil

Die Hellmühle ist eine ehemalige Wassermühle in der Stadt Amriswil im Bezirk Arbon des Schweizer Kantons Thurgau.

## Geographie
Die Hellmühle liegt im Süden von Amriswil am Hegibach. Direkt südlich der Mühle liegt der Hellmühleweiher, ein kleiner künstlicher Teich.

## Geschichte

### Mühlenbetrieb
Die Hellmühle wird erstmals 1446 urkundlich erwähnt. Ihr Name hat sich im Lauf der Zeit geändert: sowohl Heldmühle als auch Höllmühle sind bekannt. Im 18. Jahrhundert baute der damalige Pächter der Mühle eine Wohnung im Obergeschoss an, was zu rechtlichen Schwierigkeiten führte. Mindestens ab 1773 war die Hellmühle in Betrieb, 1890 wurde sie im Zuge der industriellen Revolution stillgelegt.

### Wasserkraftanlage
1892 kaufte der aufgrund der Deutschen Revolution 1848/1849 aus Sachsen geflohene Johann Joseph Sallmann (1823–1871), Gründer der ersten Schweizer Trikotfabrik, die Hellmühle. Seine Textilfabrik nutzte sie noch bis 1934 mit Turbinenanlage und Seiltransmission zur Herstellung von Strom mithilfe von Wasserkraft. 1978 wurde die Mühle renoviert. Danach wurde sie von dem Künstler Bruno Spoerlé als Wohnung und Kunstschmiede verwendet.

## Trivia
Der Name des anliegenden Palmenstegs rührt daher, dass der Sachse Sallmann gelegentlich seine Mitarbeiter in seinem für die Schweiz untypischen Dialekt darum bat, nach durch ihn nahebei gepflanzten Bäumen zu sehen, was für die Schweizer klang, als sollten sie nach den Palmen sehen. Am Palmensteg finden sich tatsächlich keine Palmen.